# 텔레노체 (우루과이의 뉴스 프로그램)
《텔레노체》(스페인어: Telenoche)는 우루과이의 텔레비전 채널 몬테카를로 TV에서 방송되는 뉴스 프로그램이다. 